# بولنت جواهر
بولنت جواهر (بالتركية: Bülent Cevahir) هو لاعب كرة قدم تركي في مركز نصف الجناح، ولد في 13 فبراير 1992 في سلجوق في تركيا. شارك مع منتخب تركيا تحت 21 سنة لكرة القدم. أما مع النوادي، فقد لعب مع بالق أسير سبور ومانيساسبور.

## وصلات خارجية
- بولنت جواهر على موقع الاتحاد الأوربي (الإنجليزية)
- بولنت جواهر على موقع اتحاد تركيا (لاعب) (الإنجليزية)
- بولنت جواهر على موقع قاعدة بيانات كرة القدم.إي يو (الإنجليزية)
- بولنت جواهر على موقع Soccerway.com (الإنجليزية)
- بولنت جواهر على موقع عالم كرة القدم.نت (الإنجليزية)